# Annahita Esmailzadeh

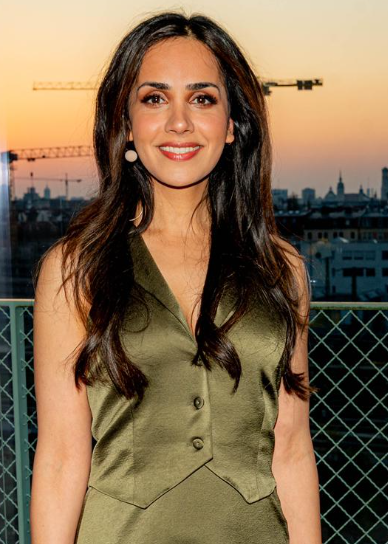
Annahita Esmailzadeh 2025

Annahita Esmailzadeh (* 1992 in München) ist eine deutsche IT-Managerin und Autorin. Sie veröffentlichte mehrere Bücher über Stereotypen von Männern und Frauen in der Arbeitswelt. Ihr Buch Von Quotenfrauen und alten weißen Männern wurde innerhalb kurzer Zeit auf der Spiegel-Bestsellerliste geführt.

## Leben
Esmailzadeh ist im Münchener Westend aufgewachsen, einem Stadtteil, der in den 1990er Jahren als sozialer Brennpunkt galt. Sie ist die Tochter einer Einwandererfamilie aus dem Iran, ihr Vater war Taxifahrer, ihre Mutter Verkäuferin. Ihre Eltern legten großen Wert auf Bildung und wollten für ihre Tochter, dass diese es im Leben leichter haben sollte. Sie war die einzige Schülerin ihrer Klasse mit nicht-deutschen Wurzeln, die nach der Grundschule auf das Gymnasium wechseln konnte. Dabei hat sie gelernt, sich durchzusetzen.
Wichtig war ihr, dass sie in Zukunft einen Job bekommen konnte, der ihr Sicherheit und finanzielle Unabhängigkeit bot, daher entschied sie sich für ein Studium der Wirtschaftsinformatik an der Hochschule in München, obwohl sie den Bereich vorher nicht kannte. Sie hatte sich intensiv mit Studieninhalten auseinandergesetzt, daher hatte sie auch schnell ein echtes Interesse für Technologien entwickelt. Sie schloss das Studium mit einem Bachelor- und einem Masterabschluss ab. Anschließend arbeitete Esmailzadeh vier Jahre bei SAP und ist seit 2021 als Bereichsleiterin der Kundenbetreuung für den Chemie- und Energiesektor bei Microsoft tätig. Zudem ist sie als Business-Influencerin auf LinkedIn bekannt. Zudem ist sie SPIEGEL Bestsellerautorin.

## Wesentliche Thesen
Der Anfang ihres Engagements lag in einem Posting auf Linkedin über ihre Erfahrungen als Frau im Berufsleben. Dabei machte sie unter anderem ihrem Ärger über die ständigen Unterbrechungen ihrer Redebeiträge durch (männliche) Kollegen in Meetings Luft. Nachdem sie daraufhin viel Zuspruch erhalten hatte, begann sie, regelmäßig zu Themenbereichen wie Diversität, moderne Führung oder New Work zu posten.
Im August 2023 veröffentlichte Esmailzadeh ein Buch, indem sie über Vorurteile und Rollenerwartungen gegenüber Männern und Frauen in der Arbeitswelt. Diese Vorurteile würden in Stereotypen in der Arbeitswelt enden, die im Job wirken würden. Bereits vor der Veröffentlichung des Buches gehörte sie mit ihren Thesen zu einer der bekanntesten Business-Influencerinnen im deutschsprachigen Raum. Im August 2023 stieg das Buch Von Quotenfrauen und alten weißen Männern – Schluss mit Vorurteilen in der Arbeitswelt! direkt auf Platz 3 der SPIEGEL-Bestsellerliste ein.
Vorurteile würden sowohl Männer als auch Frauen in ihrer Entfaltung und im Beruf behindern, sie wären lediglich von unterschiedlichen Vorurteilen betroffen. Beide würden aber mit geschlechtsbezogenen Rollenerwartungen konfrontiert werden. Die Erwartungshaltung gegenüber Männer beinhalte, das Männer keine Schwäche oder Gefühle zeigen dürfen und damit oft bei psychischen Problemen alleine wären. Sie hätten zwar oft einflussreiche Machtpositionen inne, doch sie leben damit gleichzeitig in einem System, das für einige potentiell tödlich sein könne. Frauen würden dagegen erst gar nicht die Chance bekommen, sich zu bewähren, da der Blick auf die Welt männlich geprägt sei und daher Nachbesetzungen bevorzugt an Männer vergeben würden. Daher plädiert Esmailzadeh für eine Frauenquote, die qualifizierten Frauen Türen öffnen würde, die sonst verschlossen blieben. Die Quote würde es talentierten Frauen ermöglichen ihre Talente zu entfalten, die Unternehmenskultur zu stärken und den Mängel an fähigen Personal zu beheben. Die Quote sei aber kein Allheilmittel, sondern nur ein erster Schritt, um vor unbewusster Voreingenommenheit und Schubladendenken zu befreien.
Jennifer Corazza vom Kurier schreibt, dass Esmailzadeh mit tief verankerten Vorurteilen aufräumen würde – über die Jungen, die Schönen, die Arbeiterkinder, die Integrationsverweigerer und auch über Rabenmütter. Sie erkläre, welche gefährlichen Dynamiken solche Vorverurteilungen mit sich bringen könnten und warum sich die heutige Arbeitswelt das nicht mehr leisten könne.
Auch in der Wochenzeitung Die Zeit gab Esmailzadeh ein ausführliches Interview, in dem sie auf Fragen zu ihren im Buch aufgestellten Thesen eingeht.
Im April 2025 veröffentlichte Esmailzadeh ihr drittes Buch Was du nicht hören willst: Aber wissen solltest, um erfolgreich zu sein. In diesem Buch zeigt Esmailzadeh auf, wie ihre Karriere gelungen ist: durch harte Arbeit, gute Leistung, durch ein gutes Netzwerk und Mentorinnen, die ihr im richtigen Moment geholfen haben.

## Veröffentlichungen
- mit Swantje Allmers: Was du nicht hören willst: Aber wissen solltest, um erfolgreich zu sein. Haufe-Lexware, Freiburg im Breisgau 2025, ISBN 978-3-689-51027-5.
- Von Quotenfrauen und alten weißen Männern – Schluss mit Vorurteilen in der Arbeitswelt! Campus Verlag, Frankfurt am Main 2023, ISBN 978-3-593-51755-1.
- mit Yaël Meier, Stephanie Birkner, Jo Dietrich, Julius de Gruyter und Hauke Schwiezer: Gen Z: für Entscheider:innen. Campus Verlag, Frankfurt am Main 2022, ISBN 978-3-593-51626-4.

## Ehrungen
2023 wurde Esmailzadeh die Medaille für besondere Verdienste um Bayern in einem Vereinten Europa verliehen.